# Heliswiss Ibérica
Heliswiss Ibérica, S.A. es una Compañía especializada en servicios de reparación y mantenimiento de aeronaves, motores y componentes con más de treinta años de experiencia en el sector y un amplio número de proyectos nacionales e internacionales. Cuenta con un equipo técnico de gran experiencia, con instalaciones diseñadas específicamente para esta actividad y un gran stock de recambios y utillaje especial. También ofrece servicios personalizados de compra-venta y de arrendamiento, ofreciendo de este modo un servicio completo adaptado a las necesidades de cada cliente. Fue fundada en 1987 en Sabadell (Barcelona). Con sede central en el Aeropuerto de Sabadell, tiene diversas bases alrededor del territorio nacional.

## Certificaciones y autorizaciones
- Organización de Mantenimiento Aprobada EASA PART 145
- Centro de Mantenimiento Autorizado FAP 285 – Rusia
- Organización de Gestión del Mantenimiento de la Aeronavegabilidad aprobada EASA PART M
- Centro de Mantenimiento Nacional
- Sistema de Gestión de la Calidad certificada UNE-EN-ISO 9001 según alcance aprobado por AESA
- Sistema de Gestión de la Calidad certificada UNE-EN-ISO 14001 según alcance aprobado por AESA
- Sistema de Gestión de la Calidad EN 9100 en aplicación de pintura aeronáutica para procesos de fabricación de aeronaves
- Proveedor Homologado de Airbus Helicopters para Trabajos de Pintura
- DART Authorized Dealer
- Robinson Authorized Service Center
- Cirrus Authorized Service Center
- Garmin Dealer y Service Center
- Guimbal Authorized Center
- FreeFlight Authorized Dealer & Service Center
- AEM Authorized Dealer & Service Center
- Artex Authorized Service Center
- Kannad Authorized Service Center